# Sandbostel
Sandbostel – miejscowość i gmina w Niemczech, w kraju związkowym Dolna Saksonia, w powiecie Rotenburg (Wümme), wchodzi w skład gminy zbiorowej Selsingen.
W latach 1939–1945 znajdował się tutaj obóz jeniecki – Stalag X B Sandbostel.